# Takeshi Onaga

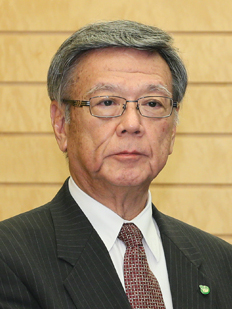
Takeshi Onaga (2016)

Takeshi Onaga (jap. 翁長 雄志, Onaga Takeshi; * 2. Oktober 1950 in Miwashi (heute: Naha), Präfektur Okinawa; † 8. August 2018 in Urasoe) war ein japanischer Politiker (LDP→parteilos) und von 2014 bis 2018 Gouverneur der Präfektur Okinawa. Zuvor war er von 1992 bis 1996 Abgeordneter im Präfekturparlament von Okinawa und von 2000 bis 2014 Bürgermeister von Naha.

## Leben
Onaga wurde am 2. Oktober 1950 im heutigen Naha geboren und studierte bis 1975 an der rechtswissenschaftlichen Fakultät der Hōsei-Universität. 1985 wurde er als Kandidat der Liberaldemokratischen Partei (kurz LDP) ins Stadtparlament von Naha gewählt und konnte seinen Sitz bei der Wahl 1989 verteidigen. 1992 und 1996 kandidierte er erfolgreich für das Präfekturparlament von Okinawa und blieb bis 2000 Abgeordneter. 2000 wurde er als Nachfolger von Kōsei Oyadomari zum Bürgermeister von Naha gewählt und blieb in dieser Position bis Oktober 2014, als er zur Kandidatur für das Amt des Gouverneurs von Okinawa zurücktrat.
Im Juni 2014 war ihm von einigen LDP-Politikern, die die LDP später verließen, empfohlen worden, bei den anstehenden Gouverneurswahlen in Okinawa im Oktober des Jahres zu kandidieren. Im August gaben die Oppositionsparteien KPJ, SDP, Seikatsu no Tō und Shadaitō bekannt, den US-skeptischen Onaga im Falle einer Kandidatur zu unterstützen, da er sich im Unterschied zur stark pro-amerikanischen japanischen Regierung gegen eine geplante Verlagerung des United-States-Marine-Corps-Stützpunktes „Marine Corps Air Station Futenma“ (普天間飛行場 Futenma Hikōjō, dt. etwa „Flugplatz Futenma“) von Ginowan nach Nago stellte. Langfristig setzte er sich für eine Stilllegung des Stützpunktes ein. Onaga kandidierte, nachdem er aus der LDP ausgetreten war, und setzte sich mit 360.820 Stimmen gegen den amtierenden und von LDP und Kōmeitō unterstützten Gouverneur Hirokazu Nakaima (261.076 Stimmen), den ehemaligen Staatsminister für Katastrophenschutz Mikio Shimoji (69.447 Stimmen) und den ehemaligen Oberhaus-Abgeordneten der DPJ Shōkichi Kina (7.821 Stimmen) durch.
Im August 2015 wurden die Bauarbeiten zum Bau des umstrittenen neuen US-Stützpunktes aufgrund starken Widerstands von der Bevölkerung Okinawas und Onagas unterbrochen. Insbesondere der Umstand, dass Onagas Vorgänger Nakaima im Dezember 2013 einem Antrag der Regierung zugestimmt hatte, der Aufschüttungsarbeiten zum Bau eines neuen Flugplatzes auf dem Gebiet der Präfektur Okinawa ermöglichte, erschwerte die Verhinderung des Baus erheblich. Im Oktober 2015 wurden die Bauarbeiten wiederaufgenommen. Es kam anschließend zu mehreren Anklagen von beiden Seiten, wobei der Oberste Gerichtshof im Dezember 2016 entschied, dass Onaga rechtlich nicht dazu befugt sei, den Bau zu verbieten.
Im April 2018 wurde bei einer Untersuchung Bauchspeicheldrüsenkrebs im 2. Stadium diagnostiziert, woraufhin Onaga operiert wurde und ab Mai weiterhin als Gouverneur aktiv war. Ende Juli des Jahres gab er bekannt, erneut „mit allen Mitteln“ gegen die Bauarbeiten für die Verlegung vorzugehen und insbesondere die 2013 von seinem Amtsvorgänger geschlossene Vereinbarung mit der Regierung rückgängig zu machen. Am 8. August 2018 starb er im „Allgemeinkrankenhaus Urasoe“ (浦添総合病院 Urasoe Sōgō Byōin) im Alter von 67 Jahren an den Folgen der Krankheit. Das Amt des Gouverneurs übernahm kommissarisch der bisherige Vize-Gouverneur Kiichirō Jahana (謝花 喜一郎, Jahana Kiichirō).